# 長谷川堯
長谷川 堯（はせがわ たかし、1937年6月16日 - 2019年4月17日）は、日本の建築史家、建築評論家。武蔵野美術大学名誉教授。建築学会賞受賞。島根県旧八束郡玉湯村(現松江市）出身。長男は俳優の長谷川博己。

## 来歴
島根県八束郡玉湯村（現松江市）に生まれる。生家は玉造温泉の老舗旅館『保性館』を営んでいた（現在は経営権をホテルマネージメントインターナショナルに譲渡）。島根県立松江高等学校（現・島根県立松江北高等学校）卒業後上京、早稲田大学第一文学部で美術史を専攻、卒業論文でミース・ファン・デル・ローエとル・コルビュジエらを論じ、1960年同大学卒業後、卒業論文が雑誌『国際建築』（第27巻8号・1960年8月号）に掲載され、評論活動をスタートする。近代建築の記念碑性、合理性を疑う論考で知られ、1972年に著書『神殿か獄舎か』で建築界に衝撃を与えた。1975年『都市廻廊』で毎日出版文化賞。1977年武蔵野美術大学助教授、1979年『建築有情』でサントリー学芸賞受賞。1982年武蔵野美術大学教授。1986年ごろの一年間、家族でロンドンに居住した経験がある。1986年日本建築学会賞受賞。村野藤吾の研究などで知られた。2019年4月17日、がんのため東京都内の自宅で死去。81歳没。
歌舞伎役者の坂東玉三郎とは、坂東が20歳の頃に雑誌の特集で知り合い、旧知の間柄だった。

## 著書
- 『神殿か獄舎か』 相模書房，1972／鹿島出版会：SD選書，2007
- 『建築－雌の視角』 相模書房，1973
- 『都市廻廊 あるいは建築の中世主義』 相模書房，1975／中公文庫，1985
- 『建築の現在』 鹿島出版会：SD選書，1975
- 『洋館意匠』 鳳山社，1976
- 『建築有情』 中公新書, 1977
- 『洋館装飾』 鳳山社, 1977
- 『建築旅愁』 中公新書, 1979
- 『生きものの建築学』 平凡社，1981／講談社学術文庫，1992
- 『建築逍遥－W.モリスと彼の後継者たち』 平凡社，1990
- 『建築巡礼－ロンドン縦断 ナッシュとソーンが造った街』 丸善，1993
- 『日本ホテル館物語』 プレジデント社, 1994
- 『田園住宅 近代におけるカントリー・コテージの系譜』 学芸出版社, 1994
- 『建築の多感　長谷川堯建築家論考集』 鹿島出版会, 2008
- 『建築の出自　長谷川堯建築家論考集』 鹿島出版会, 2008
- 『村野藤吾の建築　昭和・戦前』 鹿島出版会, 2011

## 共著
- 『建築をめぐる回想と思索　対談集』 新建築社, 1976
- 『建築光幻学 透光不透視の世界』 黒川哲郎共著、鹿島出版会, 1977